# Leonardo Impegno
Leonardo Impegno (Napoli, 16 ottobre 1974) è un politico italiano.

## Biografia
È il figlio dell'ex deputato del Partito Democratico della Sinistra Berardino Impegno, è sposato e ha una figlia.
Da studente del liceo “Mercalli”, anima l'Associazione Napoletana Studenti contro la Camorra; nel 1991 è presidente dell'Unione degli Studenti di Napoli; all'università fonda l'associazione “Studenti Corsari”. Negli stessi anni gioca nella Partenope Rugby e nelle nazionali italiane under 15 e under 19. 
Si laureato in Giurisprudenza presso l'Università degli Studi di Napoli Federico II con una tesi dal titolo “Il commercio internazionale”.
Dal 2019 è consigliere di amministrazione, con delega allo sviluppo del patrimonio, della neocostituita Agenzia per la gestione del patrimonio degli ex istituti autonomi per le case popolari (IACP).

### Attività politica
Inizia la propria attività politica con il Partito Democratico della Sinistra, nelle cui file è stato segretario della sezione “Eugenio Curiel” del quartiere San Lorenzo di Napoli. Diviene poi componente della segreteria provinciale dei Democratici di Sinistra, con l'incarico di seguire l'attività dei 92 comuni della provincia di Napoli e delle 10 Municipalità.
Alle elezioni comunali del 2001 è eletto consigliere comunale di Napoli nelle liste dei Democratici di Sinistra, risultando il candidato più votato. Durante la consiliatura è stato componente della Commissione Politiche sociali e si è impegnato per la trasformazione del Real Albergo dei Poveri in Città dei Giovani ed è stato inoltre il primo firmatario della proposta di adozione del registro delle unioni civili nel comune di Napoli. Rieletto alle elezioni comunali del 2006, viene eletto stato presidente del consiglio comunale di Napoli.
Nel 2007 segue la confluenza del PDS nel PD, nel quale è stato eletto membro dell'assemblea nazionale e componente della segreteria provinciale, con l'incarico di seguire il programma, nonché, dal 2019 al 2012, responsabile Enti Locali per la regione Campania. Dal 2009 al 2013 e dal 2019 è stato membro della Direzione nazionale del Partito Democratico.

#### Elezione a deputato
Alle elezioni politiche del 2013 viene eletto alla Camera dei Deputati nella circoscrizione Campania 1 nelle liste del Partito Democratico.
Dal 18 novembre 2015 al 2018 è nuovamente membro della segreteria regionale del PD Campania.
Il 31 luglio 2015, le commissioni finanze ed attività produttive della Camera dei Deputati hanno approvato la sua proposta in materia di riforma delle tariffe RC Auto per i cittadini virtuosi. Il 5 novembre 2015 è stato relatore, nella sua commissione, del disegno di legge che prevede le nuove norme per migliorare la gestione delle aziende sequestrate alla mafia.

#### Candidato al Senato della Repubblica
In occasione delle elezioni politiche del 2022 è candidato al Senato della Repubblica nel collegio uninominale Campania - 07 (Acerra), ma ottiene il 21,00% ed è sconfitto dal candidato del Movimento 5 Stelle Raffaele De Rosa (38,48%) e da quello del centrodestra Claudio Barbaro (31,06%), non risultando eletto.